# الكمساريات الفاتنات (فلم)
الكمساريات الفاتنات فيلم كوميدي مصري حول عمل المرأة ككمسارية اوتوبيسات عامة تم إنتاجه عام 1957، من إخراج حسن الصيفي وبطولة إسماعيل يس ونجاح سلام وأحمد رمزي وعبد السلام النابلسي وزينات صدقي.
تدور أحداث الفيلم حول مجموعة من الفتيات العاطلات عن العمل، واللاتي يبحثن عن أية فرصة، فيقمن بالتقدم لهيئة النقل العام من أجل العمل ككمساريات، ولكن ما تطلبه أولئك الفتيات ليس بالأمر اليسير في عالم يسيطر عليه الرجال، ولكن تتم الموافقة على طلبهن؛ ليجدن أنفسهن في رحلة من المعاناة مع الركاب غير المعتادين على الفكرة، وفي الوقت نفسه تنشأ قصة حب بين الكمساريات وبين زملاء لهن في العمل.

## تمثيل
- إسماعيل يس
- نجاح سلام
- عبد السلام النابلسي
- رجاء يوسف
- أحمد رمزي
- عواطف يوسف
- رياض القصبجي
- زينات صدقي
- حسن فايق
- جمالات زايد
- عدلي كاسب

## روابط خارجية
- مقالات تستعمل روابط فنية بلا صلة مع ويكي بيانات